# Bad Kissingen
Bad Kissingen är en stad i Landkreis Bad Kissingen i Regierungsbezirk Unterfranken i förbundslandet Bayern i Tyskland.. Folkmängden uppgår till cirka 23 000 invånare. Det är en välkänd kurort. Vid 2015 räknades 1,5 miljoner nätter med 238 000 besökare.

## Sevärdheter
- Spa-anläggningar ("Kurgarten") med Friedrich von Gärtners arkader ("Arkadenbau") och Max Littmanns "Wandelhalle" (1838-1913)
- Kurtheatern, också av Max Littmann (invigd 1905)
- Regentenbau av Max Littmann, konsertsal, invigdes 1913
- Bismarck Museum i Otto von Bismarcks tidigare lägenhet
- Slott Botenlauben, hem av grev Otto von Botenlauben (poet och korsfarare)

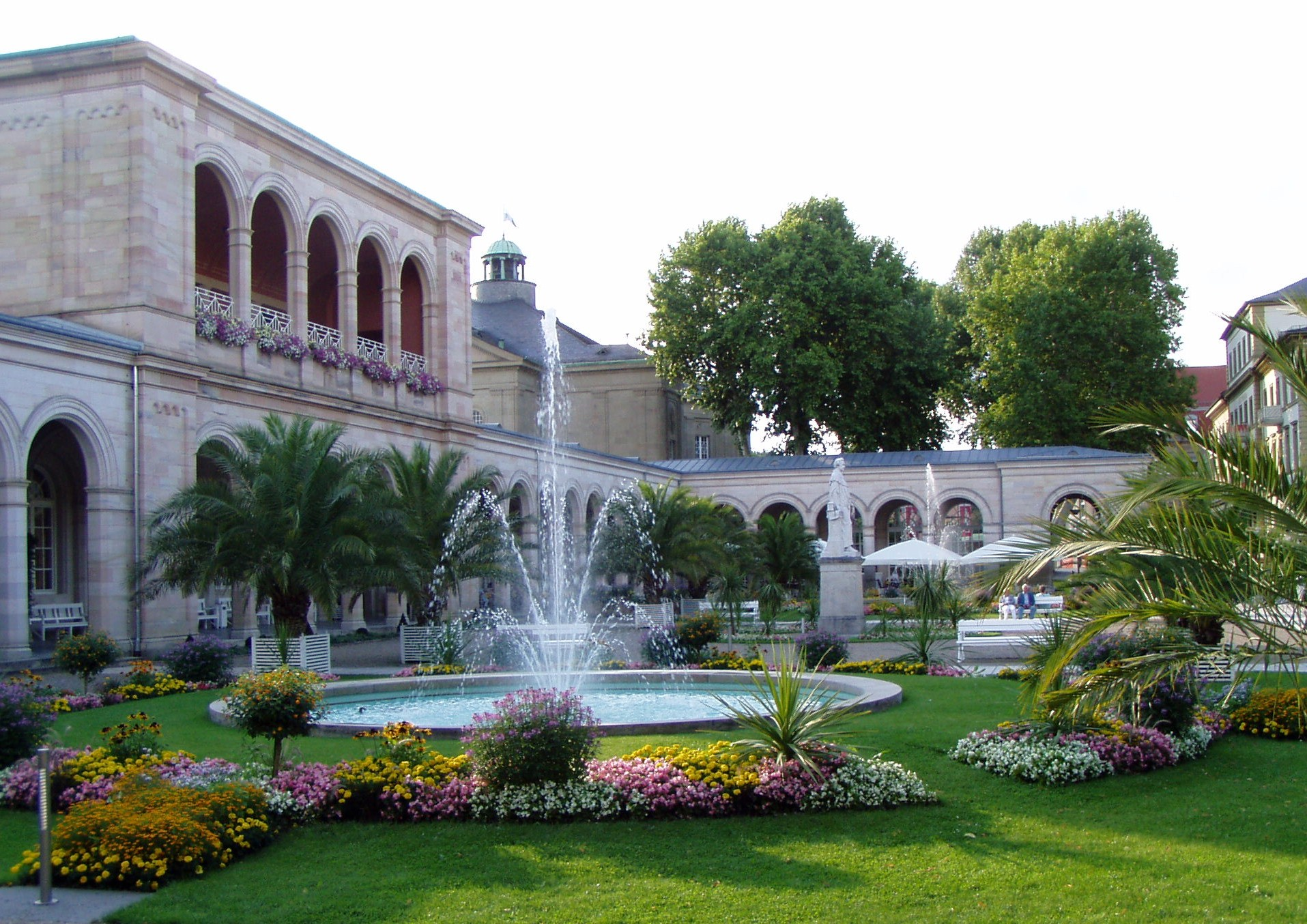
Kurgarten med Arkadenbau
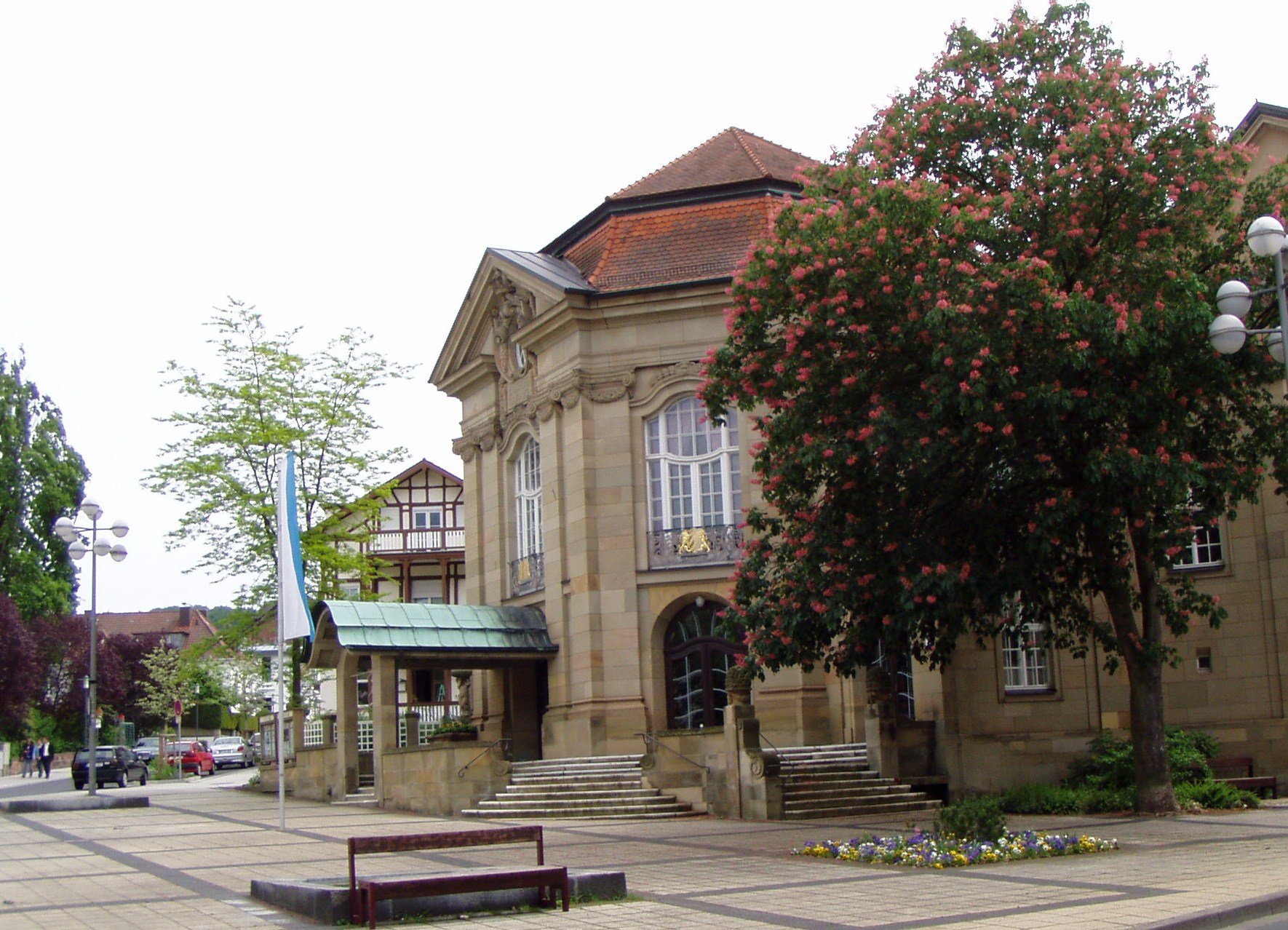
Kurtheater

## Kultur
- Varje vinter finns en festival "Kissinger Winterzauber"
- "Kissinger Sommer" som äger rum på sommaren är en festival för klassisk musik
- I slutet av juli hålls den fasta "Rakoczy Fest"

## Kända personer
- Otto von Botenlauben (*1177 i Henneberg; †1245 i Kissingen) poet, kompositör, korsfarare
- Oskar Panizza (*1853 i Kissingen; †1921 i Bayreuth) läkare och författare
- Jack Steinberger (*1921 i Bad Kissingen) nobelpristagare i fysik år 1988